# Бабченко Микола Федотович
Мико́ла Федо́тович Ба́бченко (1906 , Макіївка, Область Війська Донського  — листопад 1970 , Київ ) — український радянський державний діяч, народний комісар (міністр) юстиції Української РСР. Голова Комісії з амністії при Президії ЦВК УСРР. Депутат Верховної Ради УРСР 1–2-го скликань. Кандидат у члени ЦК КП(б)У (1940–1946). Член ЦК КП(б)У (1946–1949)

## Біографія
Народився в родині робітника в місті Макіївка, тепер Донецької області. Трудову діяльність розпочав у дванадцятирічному віці робітником шахти. Член ВКП(б) з 1929 року.
У 1931 році закінчив Харківський інститут радянського будівництва і права. 3 1931 року — на відповідальній комсомольській роботі.
З 1935 року працював помічником прокурора, прокурором у справах промисловості й транспорту Народного комісаріату юстиції УСРР, обирався членом, а згодом головою Комісії з амністії при Президії ЦВК УСРР. З 1937 року — помічник (заступник) прокурора УРСР із нагляду за місцями ув'язнення НКВС.
З червня 1938 року — народний комісар юстиції УРСР. З 1941 по 1943 рік — заступник військового прокурора Південно-Західного, згодом Сталінградського і Центрального фронтів.
З березня 1943 по березень 1947 року — народний комісар (міністр) юстиції УРСР. З 1947 по 1953 рік — на відповідальній роботі в органах прокуратури Української РСР.
26 червня 1938 року та 9 лютого 1947 року обирався депутатом Верховної Ради УРСР відповідно 1-го та 2-го скликань. З 1 жовтня 1938 року — член Комісії по попередньому розгляду скарг та клопотань про помилування при Президії Верховної Ради УРСР. 
Потім — персональний пенсіонер союзного значення в місті Києві, де й помер у листопаді 1970 року.

## Нагороди
- орден Леніна (26.03.1945)
- орден Червоної Зірки (01.03.1943)
- медалі